# Marina Elvira Calderone
Pour les articles homonymes, voir Calderone.
Marina Elvira Calderone, née le 30 juillet 1965 à Bonorva, est une femme politique italienne, présidente du Conseil national des conseillers du travail à partir de 2005 et ministre du Travail et des Politiques sociales du gouvernement Meloni depuis 2022.

## Biographie

### Études et carrière professionnelle
Diplômée en économie des affaires internationales, elle décide de poursuivre ses études en suivant un cours de relations industrielles à l'université de Cagliari, sans obtenir le diplôme. Elle décide de poursuivre ses études en suivant un cours de relations industrielles à l'université privée de Link Campus University, dont elle est partiellement propriétaire et où elle deviendra professeur dès son master.
Avec son conjoint Rosario De Luca, elle dirige une société de conseil en matière de travail, avec des bureaux à Cagliari, Reggio Calabria et Rome.
En 1994, elle rejoint le Conseil national des conseillers syndicaux, dont elle devient la présidente en 2005. En 2014, elle est nommée par le gouvernement Renzi membre du conseil d'administration de Leonardo-Finmeccanica, poste qu'elle occupe jusqu'en 2020. Plus tard, sous le gouvernement Conte I, elle est candidate à la présidence de l'Istituto nazionale della previdenza sociale,.

### Carrière politique
Le 21 octobre 2022, elle est nommée ministre du Travail et des Politiques sociales dans le gouvernement Meloni,.

### Conflits d'interêt
Une enquête menée par Il Fatto Quotidiano met en lumière un scandale impliquant la famille Calderone et l'université en ligne Link, dont le mari de Maria Calderone est directeur. Selon l'article, Maria Calderone aurait obtenu son diplôme à l'université Link et y aurait également enseigné, mais le problème principal concerne le financement de l'université par le fonds des consultants du travail, dont Maria Calderone était la présidente. Cela soulève des préoccupations quant à d'éventuels conflits d'intérêts et à la gestion opaque des fonds. L'article suggère également que l'acquisition de l'université par la « Premiata Ditta »[pas clair] pourrait être liée à ce scandale. En général, le scandale semble concerner l'interaction possible entre des intérêts personnels et des financements publics en relation avec la gestion de l'université Link[pas clair].